# Distretto di Baânauyl
Il distretto di Baânauyl (in kazako: Баянауыл  ауданы) è un distretto (audan) del Kazakistan con  capoluogo Baânauyl.